# Ејме (певачица)
Ејме (エメ Еме) је јапанска поп певачица и текстописац која је члан музичке компаније САКРА МЈУЗИК (енг. SACRA MUSIC)  Њено име долази од француског глагола "Aimer" што означава волети. Аимер користи и име Аимерритм (енг. Aimerrhythm) за текстуалну акредитацију.

## Њени Почеци
Њен отац је био басиста бенда, тако да је Ејме од малих ногу одрастала окружена музиком. Почела је да учи клавир у основној школи и веома се угледала на Ринга Шину и Утаду Хикару. У средњој школи, слушање Аврил Лавин инспирисало ју је да се бави гитаром и почела да пише текстове на енглеском. Са 15 година, Ејме је изгубила глас због прекомерне употребе гласних жица и била је приморана да се подвргне терапији тишином ради лечења. Међутим, то је није спречило, а након што се опоравила, добила је карактеристичан храпав глас.

## Њена Каријера
Ејме се придружила групи „Агехаспрингс“ (енг. Agehasprings) која је радила, продуцирала или обезбеђивала музику за различите уметнике, укључујући Јукија, Мику Накашиму, Флумпула, групе Суперфлај, Јузуа и Генки Рокетца.
Њена музичка каријера је започела одмах. У мају 2011. објавила је концептуални албум "Твоје омиљене ствари". Покривала је бројна популарна дела, укључујући дела у различитим жанровима као што су џез и кантри вестерн музика. Насловна насловница албума број 1 заснована је на "Покер Фејс" Лејди Гаге и била је прва песма која се појавила на топ листи албума за џез категорију у ајТунс Стору. Албум је достигао број 2.
7. септембра 2011, Аимер је дебитовала за Дефстар Рецордс (енг. Defstar Records) са песмом "Rokutousei no Yoru"“, коју је Фуџи ТВ одабрала као завршну тему анимиране тв серије No. 6 (Бр. 6) из 2011. године.  "Rokutousei no Yoru" забележио је свој највиши ранг на броју 9 на листи дистрибуције музике Рекочоку. Други сингл је објављен 14. децембра 2011. "Re:pray/ Sabishikute Nemurenai Yoru wa" је достигао прво место на сајту Мора за преузимање музике. Песма "Re:pray" изабрана је као део 29. завршне шпице анимиране серије Блич (енг. Bleach). Сингл укључује обраду песме Лејди Гаге "Покер Фејс". Песма је раније била представљена на Аимерову "Your Favorite Things", насловном албуму који је објављен током њене инди ере.
22. фебруара 2012. објавила је свој трећи сингл "Yuki no Furumachi/Fuyu no Diamond", који је на свим нумерама имао тему „зиме“. 11. маја 2012, Аимер је објавила дигитални сингл под називом "Hoshikuzu Venus". Овај сингл је требало да буде тематска песма и позадинска музика за драму Сасакија Нозомија "Koi nante Zeitaku ga Watashi ni Ochite Kuru no daro ka?". Ова драма је емитована 16. априла 2012. до 15. августа, Ејме је објавила свој четврти сингл, "Anata ni Deawanakereba: Kasetsu Toka / Hoshikuzu Venus", који је укључивао обраду песме Нила Седаке „Breaking Up Is Hard to Do“. Прва нумера овог сингла „Anata ni Deawanakereba: Kasetsu Toka“ је завршна песма аниме серије Фуџи ТВ "Natsuyuki Rendezvous".
20. марта 2013, Ејме је објавила сингл "Re: I Am", који је коришћен као завршна шпица за претпоследњу епизоду "Mobile Suit Gundam Unicorn". Према једном интервјуу, наслов песме „је анаграм [њеног] имена (Аимер) и има значење растављања речи и конструисања у другу“. Ејмеов осми сингл, „Brave Shine“, појавио се као друга уводна шпица анимирање тв серије "Fate/stay night: Unlimited Blade Works ", и објављен је 3. јуна 2015. Друга песма, "Last Stardust", која је такође била кандидат за отварање, појављује се као уметнута песма у епизоди 20.
Дана 18. августа 2016, Ејме је најавила свој специјални 4. студијски албум Дејдрим који ће бити објављен 21. септембра који садржи песме о сарадњи између ње и популарних извођача као што су Така (One Ok Rock), Иојиро Нода (Redwimps), ТК (Линг тосите сигуре), Чели (ЕГОИСТ), Такахито Учисава (андроп), Хиројуки Савано, Сукима Свич и Мао Абе. Така је додатно продуцирао четири нове песме за овај албум, док је ТК обезбедио две. Такође укључује завршну шпицу "Kabaneri of the Iron Fortress" (animирана тв серија) направљену у сарадњи са Чели (ЕГОИСТ) и Хиројуки Савано и више за укупно 13 песама. Албум је објављен у три верзије: ограничено CD+DVD (Тип-А), ограничено CD+DVDиздање (Тип-Б) и редовно издање само за CD. Песма "Falling Alone" је коришћена као главна нумера и претходно је објављена као њен 10. дигитални сингл као унапред за албум.
20. августа 2016. Ејме је први пут открила своје лице на Мјузик Стешну са песмом "Chouchou Musubi". Након најаве њеног четвртог албума Дејдрим, Ејмер је извела завршну песму 5. сезоне аниме тв серије Нацумова књига пријатеља, "Akane Sasu".
Дана 5. јануара 2017. објављено је да је Ејме написаla песму за јапанску кулинарску изложбу "Tabegamisama no Fushigina Resutoranten" у режији мултимедијалног забавног студија Момент фактори. Дан након што је на Ејмеовом званичном Твитер профилу откривено да ће се песма за изложбу звати "Kachō Fūgetsu Касније је такође откривен још један сингл, који ће бити коришћен као уводна тема за јапанску драмску серију " Ubai ai, fuyu,, под називом "Kogoesōna Kisetsu Kara", и биће објављен 10. фебруара 2017. Компилацијски албуми Best Selection "blanc" и Best Selection "noir" објављени су 3. маја 2017. Ејмер је 11. новембра објавио сингл "One", који је заузео #2 на Орикон и Билборд Јапан топ листама.
Њен сингл "Ref:rain" објављен је у дигиталном облику 18. фебруара 2018. и физички објављен 21. фебруара 2018. Песма се користи као завршна тема аниме телевизијске серије из 2018. "Koi wa Ameagari no You ni".Ејмер је 7. септембра 2018. објавила сингл "Black Bird", који је коришћен као тематска песма за јапанску филмску адаптацију манге Касане.
Ејме је 8. јануара 2019. објавила сингл "I beg you" за аниме филм "Fate/stay night: Heaven's Feel II. lost butterfly. изгубљен лептир." Песма је постала њен први сингл број 1 на Ориконовој листи. Ејме је објавила два симултана албума, Sun Dance и Penny Rain, 10. априла 2019. Снимила је завршну тему "Torches" за аниме адаптацију манга серије Винланд Сага. Свој 18. сингл "Haru wa Yuku" објавила је 25. марта 2020. Песма служи као главна тема аниме филма "Fate/stay night: Heaven's Feel III. spring song". Ејмеова најновија песма, "Spark-Again", постала је уводна тема за почетак друге сезоне хит серије Fire Force.

## Дискофрафија

### Студијски албуми
| Назив                                      | Детаљи Албума | Пик Позиција | Пик Позиција | Добитак                    | Сертификације |
| Назив                                      | Детаљи Албума | ЈПН          | КОР          | Добитак                    | Сертификације |
| ------------------------------------------ | --- | ------------ | ------------ | -------------------------- | ------------- |
| Sleepless Nights                           | - Овјављен: 3. октобар 2012. - Музићка кућа: DefSTAR Records - Формати: CD, CD+DVD, дигитални довнлоуд                          | 11           | —            | Н/Д                        |               |
| Midnight Sun                               | - Овјављен: 25. Јуна 2014. - Музићка кућа: DefSTAR Records - Формати: CD, CD+DVD, дигитални довнлоуд                            | 9            | —            | - ЈПН: 19,000+             |               |
| Давн                                       | - Овјављен: 29. Јула 2015. - Музићка кућа: DefSTAR Records - Формати: CD, CD+DVD, CD+Блу-Реј, дигитални довнлоуд                | 4            | 3            | - ЈПН: 39,000+ - КОР: 600  |               |
| Дејдрим                                    | - Овјављен: 21. септембар 2016. - Музићка кућа: SME Records - Формати: CD, CD+DVD, CD+Блу-Реј, дигитални довнлоуд               | 2            | 3            | - ЈПН: 100,000+ - КОР: 600 | - РИАЈ: Злато |
| Sun Dance & Penny Rain (Ограничено издање) | - Овјављен: 10. април 2019. - Музићка кућа: SME Records - Формати: 2CD+2Блу-Реј, 2CD+2DVD                                       | 3            | —            |                            |               |
| Sun Dance                                  | - Овјављен: 10. април 2019. - Музићка кућа: SME Records - Формати: CD, CD+DVD, CD+Блу-Реј, дигитални довнлоуд                   | 3            | 66           | - ЈПН: 37,356              |               |
| Penny Rain                                 | - Овјављен: 10. април 2019. - Музићка кућа: SME Records - Формати: CD, CD+DVD, CD+Блу-Реј, дигитални довнлоуд                   | 2            | 67           | - ЈПН: 36,296              |               |
| Walpurgis                                  | - Овјављен: 14. април 2021. - Музићка кућа: SME Records - Формати: CD, CD+DVD, CD+Блу-Реј, CD+2Блу-Реј, 2ЛП, дигитални довнлоуд | 2            | —            | - ЈПН: 28,920              |               |

### Компилациони албуми
| Назив                                      | Детаљи Албума                                                                                                  | Пик Позиција       | Пик Позиција       | Добитак                    | Сертификације      |
| Назив                                      | Детаљи Албума                                                                                                  | ЈПН                | КОР                | Добитак                    | Сертификације      |
| ------------------------------------------ | --- | ------------------ | ------------------ | -------------------------- | ------------------ |
| Best Selection "Blanc"                     | - Овјављен: 3. 3. мај 2017. - Музићка кућа: SME Records - Формати: CD, CD+DVD, CD+Блу-Реј, дигитални довнлоуд  | 3                  | 4                  | - ЈПН: 100,000+ - КОР: 500 | - РИАЈ: Злато      |
| Best Selection "Noir"                      | - Овјављен: 3. 3. мај 2017. - Музићка кућа: SME Records - Формати: CD, CD+DVD, CD+Блу-Реј, дигитални довнлоуд  | 4                  | 5                  | - ЈПН: 100,000+ - КОР: 500 | - РИАЈ: Злато      |
| Hoshi no Kieta Yoru ni (B-side collection) | - Планиран: 26. јануар 2022. - Музићка кућа: Sacra Music - Formats: CD, CD+DVD, CD+Блу-Реј, дигитални довнлоуд | Није још проглашен | Није још проглашен | Није још проглашен         | Није још проглашен |

### Мини албуми
| Назив                           | Детаљи Албума                                                                                            | Пик Позиција |
| Назив                           | Детаљи Албума                                                                                            | ЈПН          |
| ------------------------------- | --- | ------------ |
| After Dark                      | - Овјављен: 20. November 2013. - Музићка кућа: DefSTAR Records - Формати: CD, дигитални довнлоуд         | 23           |
| Dare ka, Umi wo. (誰か、海を。) | - Овјављен: 3. септембар 2014, - Музићка кућа: DefSTAR Records - Формати: CD, CD+DVD, дигитални довнлоуд | 18           |

### Синглови
| Назив | Година | Пик Позиција | Пик Позиција  | Албум                  |
| Назив | Година | ЈПН Oricon   | JPN Billboard | Албум                  |
| --- | ------ | ------------ | ------------- | ---------------------- |
| "Rokutosei no Yoru" / "Kanashimi wa Aurora ni" / "Twinkle Twinkle Little Star" (六等星の夜 / 悲しみはオーロラに) | 2011   | 28           | —             | Sleepless Nights       |
| "Re:pray" / "Sabishikute Nemurenai Yoru wa" (寂しくて眠れない夜は)                                               | 2011   | 41           | —             | Sleepless Nights       |
| "Yuki no Furumachi" / "Fuyu no Diamond" (雪の降る街 / 冬のダイヤモンド)                                          | 2012   | 72           | —             | Sleepless Nights       |
| "Anata ni Deawanakereba -Kasetsu Toka-" / "Hoshikuzu Venus" (あなたに出会わなければ～夏雪冬花～/星屑ビーナス)    | 2012   | 26           | —             | Sleepless Nights       |
| "L-O-V-E" | 2012   | —            | —             | Bitter & Sweet         |
| "Refrain ga Sakenderu" (リフレインが叫んでる)                                                                    | 2012   | —            | —             | Bitter & Sweet         |
| "Re: I Am" | 2013   | 6            | 27            | Midnight Sun           |
| "Nemuri no Mori" (眠りの森)                                                                                      | 2013   | —            | —             | Midnight Sun           |
| "StarRingChild"                                                                                                  | 2014   | 3            | 17            | Midnight Sun           |
| "Broken Night" / "Hollow World"                                                                                  | 2014   | 9            | 34            | ДАВН                   |
| "Brave Shine" | 2015   | 4            | 4             | ДАВН                   |
| "Kimi wo Matsu" (君を待つ)                                                                                       | 2015   | —            | —             | ДАВН                   |
| "Ninelie" | 2016   | 9            | 4             | Дејдрим                |
| "Insane Dream" / "Us"                                                                                            | 2016   | 13           | 17            | Дејдрим                |
| "Chouchou Musubi" (蝶々結び)                                                                                     | 2016   | 10           | 8             | Дејдрим                |
| "Falling Alone"                                                                                                  | 2016   | —            | —             | Дејдрим                |
| "Akanesasu" / "everlasting snow" (茜さす / everlasting snow)                                                     | 2016   | 8            | 8             | Best Selection "Blanc" |
| "ONE" / "Hana no Uta" / "Rokutosei no Yoru Magic Blue ver." (ONE / 花の唄 / 六等星の夜 Magic Blue ver.)          | 2017   | 2            | 2             | Sun Dance & Penny Rain |
| "Ref:rain" / "Mabayui bakari" (Ref:rain / 眩いばかり)                                                            | 2018   | 6            | 6             | Sun Dance & Penny Rain |
| "Black Bird / Tiny Dancers / Omoide wa Kireide" (Black Bird / Tiny Dancers / 思い出は奇麗で)                     | 2018   | 5            | 3             | Sun Dance & Penny Rain |
| "I Beg You / Hanabiratachi no March / Sailing" (I Beg You / 花びらたちのマーチ / Sailing)                        | 2019   | 1            | 2             | Sun Dance & Penny Rain |
| "Stand-Alone" | 2019   | —            | 19            | Walpurgis              |
| "Torches" | 2019   | 6            | —             | Walpurgis              |
| "Haru wa Yuku / Marie" (春はゆく / marie)                                                                        | 2020   | 3            | 4             | Walpurgis              |
| "Spark-Again" | 2020   | 3            | 51            | Walpurgis              |
| "Gracenote" (グレースノート)                                                                                     | 2021   | —            | —             | Hoshi no Kieta Yoruni  |
| "One and Last"                                                                                                   | 2021   | —            | —             | Hoshi no Kieta Yoruni  |
| "Zankyosanka/Asa ga Kuru" (残響散歌/朝が来る)                                                                    | 2021   | —            | 1             | Самостални сингл       |

### Албум прерада
| Назив                | Детаљи Албума                                                                                    | Пик Позиција |
| Назив                | Детаљи Албума                                                                                    | ЈПН          |
| -------------------- | ------------------------------------------------------------------------------------------------ | ------------ |
| Your Favorite Things | - Овјављен: 11. Мај 201. - Музићка кућа: DefSTAR Records - Формат: дигитални довнлоуд            | —            |
| Bitter & Sweet       | - Овјављен: 12. децембар 2012. - Музићка кућа: DefSTAR Records - Формати: CD, дигитални довнлоуд | 53           |

### Лајв видеи
| Назив                                                                                       | Година                                                                                      | Пик Позиција | Пик Позиција |
| Назив                                                                                       | Година                                                                                      | ЈПН          |              |
| ------------------------------------------------------------------------------------------- | ------------------------------------------------------------------------------------------- | ------------ | ------------ |
| Ејме Лајб у Будокану "blanc et noir"                                                        | - Овјављен: 13. децембар 2017. - Музићка кућа: SME Records - Формат: Блу-Реј + CD           | 5            |              |
| Специјалан Концерт Ејме са Словачким Националним Радио Цимфониским Оркестром "ARIA STRINGS" | - Овјављен: 31. октобар 2018. - Музићка кућа: SME Records - Формати: Блу-Реј + CD, DVD + CD | 1            |              |

### Колаборациони албуми
| Назив      | Детаљи Албума                                                                              | Извођачи                 |
| ---------- | ------------------------------------------------------------------------------------------ | ------------------------ |
| UnChild    | - Овјављен: 25. Јун 2014 - Музићка кућа: DefSTAR Records - Формати: CD, дигитални довнлоуд | СаваноХиројуки[нЗк]:Ејме |
| Another Me | - Овјављен: 13. август 2014. - Музићка кућа: J-More - Format: Дигитални довнлоуд           | Фукуи Мата x Ејме        |

### Појављивања
| Песма                                               | Година | Албум                   | Извођач Албума      |
| --------------------------------------------------- | ------ | ----------------------- | ------------------- |
| "Bananafish to Hamabe to Kuroi Niji" (са Ејме)      | 2014   | See More Glass          | Галилео Галилеј     |
| "Song of ..<AM>"                                    | 2015   | o1                      | СаваноХиројуки[нЗк] |
| "S-ave"                                             | 2015   | o1                      | СаваноХиројуки[нЗк] |
| "Bed / Love Song" (са Ејме)                         | 2016   | Sea and the Darkness    | Галилео Галилеј     |
| "bL∞dy f8 -eUC-"                                    | 2016   | Into the Sky EP         | СаваноХиројуки[нЗк] |
| "Told U So"                                         | 2016   | P.Y.L                   | СаваноХиројуки[нЗк] |
| "Bright Stars" (са Ејме)                            | 2016   | Kings of the Playground | Гровн Кидз          |
| "Listen" (са Аврил Лавињ); (Ејме као пратећи вокал) | 2017   | Ambitions               | One Ok Rock         |
| "Ninelie <Cry-v>"                                   | 2017   | 2V-ALK                  | СаваноХиројуки[нЗк] |
| "Memento Mori" (са Ејме)                            | 2018   | Cocoon                  | андроп              |
| "I-mage" (са Ејме)                                  | 2019   | R∃/MEMBER               | СаваноХиројуки[нЗк] |
| "Prologue" (са Ејме)                                | 2021   | HOPE                    | Шота Шимизу         |

## Музићки клипови

### Званични музићки клипови
| Песма                                                                        | Година | Режија                         | Продуценти          |
| ---------------------------------------------------------------------------- | ------ | ------------------------------ | ------------------- |
| "Anata ni Deawanakereba ~Kasetsutouka~" (あなたに出会わなければ～夏雪冬花～) | 2012   | Цуцуја Мураками                | Непознато           |
| "Re:pray"                                                                    | 2012   | Такахиро Мики                  | Непознато           |
| "Yuki no Furu Machi" (雪の降る街)                                            | 2012   | Такеши Муцуда, Мусакацу Фукацу | Непознато           |
| "Re: I Am"                                                                   | 2013   | Цујошо Ајаки                   |                     |
| "StarRingChild"                                                              | 2013   | Мусакацу Фукацу                | фактори1994         |
| "Nemuri no Mori" (眠りの森)                                                  | 2013   | Гаку Киношита                  |                     |
| "Polaris" (ポラリス)                                                         | 2014   | Гаку Киношита                  |                     |
| "Kyoukara Omoide" (今日から思い出)                                           | 2014   | Гаку Киношита                  |                     |
| "Dare ka, Umi wo" (誰か、海を。)                                             | 2014   | максила                        | максила             |
| "broKen NIGHT"                                                               | 2015   | Тацунори Сато                  | 19-џук-             |
| "Brave Shine"                                                                | 2015   | Роеи Шинку                     | 19-џук-             |
| "Believe Be:leave"                                                           | 2015   | Тацунори Сато                  | 19-џук-             |
| "Kimi wo Matsu" (君を待つ)                                                   | 2015   | Гаку Киношита                  |                     |
| "ninelie"                                                                    | 2016   | биогон пиктурс инк.            | биогон пиктурс инк. |
| "insane dream"                                                               | 2016   | Стивен Вејн Малет              | Грин Флоу Фулмс     |
| "us"                                                                         | 2016   | Мусакацу Фукацу                |                     |
| "Chouchou Musubi" (蝶々結び)                                                 | 2016   | Шунџи Иваи                     | Тамаи Еми           |
| "Stars in the rain"                                                          | 2016   | Тани Сатоши                    | си Реј              |
| "Falling Alone"                                                              | 2016   | бејт                           |                     |
| "Kataomoi" (カタオモイ)                                                      | 2017   | Непознато                      | Непознато           |
| "Akanesasu" (茜さす)                                                         | 2017   | Непознато                      | Непознато           |
| "everlasting snow"                                                           | 2017   | Непознато                      | Непознато           |
| "Kogoesuna Kisetsu Kara" (凍えそうな季節から)                                | 2017   | 19-џук-                        | 19-џук-             |
| "ONE"                                                                        | 2017   | Такеши Мурујама                | СЕП                 |
| "Ref:rain"                                                                   | 2018   | Јуки Јамато                    | Непознато           |
| "Mabayui Bakari"(眩いばかり)                                                 | 2018   | Мусакацу Фукацу                | Непознато           |
| "Omoide wa Kireide"(思い出は奇麗で)                                          | 2018   | Гаку Киношита                  | Непознато           |
| "Hana no Uta"(花の唄)                                                        | 2018   | Такахиро Мики                  | Непознато           |
| "I Beg You"                                                                  | 2019   | Такахиро Мики                  | Непознато           |
| "3min"                                                                       | 2019   | Непознато                      | Непознато           |
| "Torches"                                                                    | 2019   | Непознато                      | Непознато           |
| "Haru wa Yuku"(春はゆく)                                                     | 2020   | Такахиро Мики                  | Непознато           |

## Турнеје
- Ејме "soleil et pluie" Азијска турнеја (2019)[68]

## Награде и Номинације
| Година | Награда                        | Категорија                 | Номинован                                                                            | Резултат   |
| ------ | ------------------------------ | -------------------------- | ------------------------------------------------------------------------------------ | ---------- |
| 2011   | Музичка Награда Билборд Јапана | Анимацијски Извођач Године | Ејме                                                                                 | Номинација |
| 2013   | ЦД Шоп Награде                 | Grен Pri                   | Sleepless Nights                                                                     | Номинација |
| 2015   | Мјузички Џакет Награде         | Друго Место                | Dare ka, Umi wo.                                                                     | Освојено   |
| 2015   | Њутајп Аниме Награде           | Најбоља Темацка Песма      | “Brave Shine” (из анимиране тв серије Fate/stay night: Unlimited Blade Works)        | Освојено   |
| 2016   | Мјузички Џакет Награде         | Grен Pri                   | Давн                                                                                 | Номинација |
| 2017   | ЦД Шоп Награде                 | Суб-Grен Pri               | Дејдрим                                                                              | Освојено   |
| 2017   | Спејс Шовер Мјуцик Награде     | Најбољи Женски Извођач     | Ејме                                                                                 | Номинација |
| 2018   | Спејс Шовер Мјуцик Награде     | Најбољи Женски Извођач     | Ејме                                                                                 | Номинација |
| 2018   | Њутајп Аниме Награде           | Најбоља Темацка Песма      | “Hana no Uta” (из анимираног филма Fate/stay night: Heaven's Feel I. presage flower) | 4. Место   |
| 2019   | Њутајп Аниме Награде           | Најбоља Темацка Песма      | “I Beg You” (из анимираног филма Fate/stay night: Heaven's Feel II. lost butterfly)  | 5. Место   |
| 2020   | Спејс Шовер Мјуцик Награде     | Најбољи Женски Извођач     | Ејме                                                                                 | Номинација |

## Додаци
1. ↑  Sources for studio album chart positions are as follows:
Dawn,[43] Daydream,[44] Sun Dance and Penny Rain.[45]